# Elisabeth Bamberger (Unternehmerin)
Elisabeth Bamberger, auch Elizabeth, (geboren als Elisabeth Mendl 25. Dezember 1889 in Saaz, Österreich-Ungarn; gestorben 6. November 1971 in Baltimore, USA) war eine deutsche Unternehmerin und Pazifistin.

## Leben
Elisabeth Mendl war eine Tochter des Hufnagelfabrikanten Josef Mendl und der Martha Lebram, sie hatte vier Geschwister. Sie ging 1912 nach Berlin und heiratete Heinrich Bamberger (1877–1934), einen der Söhne des Kaufhausgründers Jacob Bamberger (1849–1918) aus Worms. Heinrich Bamberger wurde Eigentümer des Kaufhauses Bamberger & Hertz auf der Frankfurter Hauptgeschäftsstraße Zeil 112/114. Sie hatten drei Kinder: Willi, Friedel und Frank.
Elisabeth Bamberger engagierte sich für den Pazifismus und wurde Mitglied des Weltfriedenskongresses der Mütter und Erzieherinnen. Sie beteiligte sich aktiv am politischen Leben in der Weimarer Republik.
Nach der Machtergreifung der Nationalsozialisten und dem „Judenboykott“ im April 1933 war Bamberger war nach dem Tod ihres Ehemannes gezwungen, im Zuge der Arisierung das Frankfurter Kaufhaus an das Unternehmen Peek & Cloppenburg zu veräußern. Sie brachte ihre Kinder in einer Schule im Ausland unter, Willi ging später nach Ecuador, Friedel nach England und Frank in die USA. Sie lebte bis 1940 noch in Frankfurt am Main. Sie wurde zur Emigration gezwungen und stellte einigen Hausrat und Bilder beim Frankfurter Synagogenkantor Siegfried Würzburger unter. Dieser starb als Deportierter im Ghetto Litzmannstadt, und ihr Besitz wurde von den deutschen Behörden geplündert.
Bamberger emigrierte im Herbst 1940 über die UdSSR und Japan in Richtung Quito in Ecuador, wo sie im Januar 1941 bei ihrem Sohn Willi Bamberger ankam. 1945 ging sie nach Baltimore zu ihrem Sohn Frank Bamberger und lebte zuletzt in Pikesville, Maryland. Von ihren Schwägern überlebte nur Siegfried Bamberger die nationalsozialistische Verfolgung, der sein Münchener Geschäft an Johannes Hirmer verkaufen und emigrieren konnte.
Nach dem Krieg versuchte sie, von der Bundesrepublik Deutschland ihr Eigentum zurückzuerhalten. Das Ölbild Bauernhof von Emil Nolde wurde 1994 in der Kunsthalle Emden von ihren Kindern ausfindig gemacht, es wurde 2002 durch geldwerten Ausgleich restituiert.

## Autobiografie
- Elisabeth Bamberger; Fred S. Bamberger; Frank J. Bamberger: Geschichte und Erlebnisse der Familie Heinrich Bamberger, Frankfurt, waehrend der Hitler-Zeit in Deutschland. Typescript, 1978, bei Leo Baeck Institute New York
  - Elizabeth Bamberger: Emigration or Deportation. In: Andreas Lixl-Purcell (Hrsg.): Women of Exile. German-Jewish Autobiographies since 1933. New York: Greenwood Press, 1988, S. 91–102
  - Elisabeth Bamberger: Von Berlin nach Ekuador über Rußland und Japan. In: Andreas Lixl-Purcell (Hrsg.): Erinnerungen deutsch-jüdischer Frauen : 1900 - 1990. Leipzig : Reclam, 1992, S. 216–229, Passfoto auf S. 231